# Reihebürger
Reihebürger, auch Reihewohner oder Reihebesitzer wurden die Mitglieder einer auf dem Land angesiedelten Markgenossenschaft genannt, die zahlreiche Arbeiten in der Flur und der Gemeinheit, also dem Besitz der Genossenschaft, der Gemeinen Mark oder Allmende gemeinsam ausführten, – nebeneinander oder eben „in der Reihe“.
Ein Reihebürger war Besitzer eines parzellierten Anteils an der Ackerflur seiner Gemeinde und hatte Nutzungsrechte an der Gemeinheit; beispielsweise Weiderecht für Nutzvieh. Die Ackeranteil war in der Regel allerdings so klein, dass Reihebürger ihren Lebensunterhalt zumeist durch Handel und/oder die Ausübung eines Gewerbes aufstocken mussten.

## Bekannte Reihebürgerschaften
Eine Besonderheit stellt die Geschichte der Reihebürgerschaft Bad Münder dar, die bis in die Gegenwart selbständig ihre Forsten und Vermögenswerte verwaltet.